# Pearle Christian
Pearle Christian (sinh ngày 20 tháng 3 năm 1955), được gọi trìu mến là Dì Pearle, là một nhà sư phạm âm nhạc người Dominica, đồng thời là một nhà soạn nhạc, người chỉ huy dàn hợp xướng, và là một nhân viên văn hóa đã nghỉ hưu. Cô cũng được gọi là "một trong những cô con gái vĩ đại của Dominica". Cô là một sĩ quan cấp cao trong Ban Văn hóa của Chính phủ Dominican trong hơn ba thập kỷ, cho đến năm 2015. Phần lớn thời gian công việc của cô dành cho việc nghiên cứu, tìm hiểu nền văn hóa dân tộc vùng Caribe. Cô là cháu gái của L. M. Christian, người đã phổ nhạc cho quốc ca của Dominica, "Isle of Beauty, Isle of Splendour".

## Thuở thiếu thời và sự giáo dục
Pearle Christian được sinh ra tại làng La Plaine, Dominica. Cô là con gái của ông Henckell Christian và bà Muriel Christian (nhũ danh Mathew), và là con thứ ba trong một gia đình có 4 cô con gái. Năm 7 tuổi, cô bắt đầu học cách chơi piano, được dạy kèm tại lớp của người chú bác là L. M. Christian, sau đó học với Rosemary Cools-Lartigue. Pearle theo học trường dự bị Convent tại Roseau, trường trung học Convent và trường đại học Sixth Form. Sau đó, cô quay lại làm giáo viên trong 2 năm tại trường dự bị và trung học Convent. Cô tiếp tục theo học Trường Âm nhạc Jamaica (1976 – 1980), nay là trường Cao đẳng Nghệ thuật Biểu diễn và Trực quan Edna Manley, nơi cô được nhận bằng Cao đẳng Giáo dục Âm nhạc.

## Sự nghiệp
Sau khi tốt nghiệp Trường Âm nhạc Jamaica, cô được mời tham gia cùng các nhân viên ở đó, làm giáo viên và người chỉ huy hợp xướng (1980 – 1981), trước khi trở về Dominica. Năm 1981, bà được bổ nhiệm làm Cán bộ Văn hóa trong Ban Văn hóa của Chính phủ Dominica, làm việc ở một vị trí cấp cao ở đó cho đến khi bà nghỉ hưu năm 2015.
Năm 2000, cô khởi xướng thành lập Hiệp hội Các nhà sư phạm âm nhạc Dominica.